# Kfz-Kennzeichen (Kronbesitzungen der britischen Krone)
Die Kfz-Kennzeichen in den Kronbesitzungen der britischen Krone unterscheiden sich vom britischen Standard. Die Kronbesitzungen der britischen Krone sind kein Teil des Vereinigten Königreiches, sondern unterstehen direkt der britischen Krone. Sie verwenden eigene Kfz-Kennzeichensysteme und besitzen eigene Nationalitätskennzeichen, die jedoch alle mit GB beginnen und damit auf britische Kennzeichen Bezug nehmen.
Es gibt drei Kronbesitzungen: die Vogteien Jersey und Guernsey, die zusammen die Kanalinseln umfassen, sowie die Isle of Man, die zwischen Großbritannien und Irland liegt.

## Guernsey
Die Vogtei Guernsey umfasst neben der Hauptinsel Guernsey noch einige weitere Inseln, die sich teilweise selbst verwalten.

### Guernsey
| 12345 | oder | 12345 |

Auf der Hauptinsel Guernsey bestehen die Kennzeichen nur aus Ziffern (maximal fünf) und werden seit 1908 fortlaufend vergeben. Die Schilder sind entweder schwarz mit weißen beziehungsweise silbernen Zeichen oder dem britischen Standard entsprechend vorne weiß und hinten gelb mit jeweils schwarzer Aufschrift. 
Oft werden die Kennzeichen inoffiziell auf unterschiedliche Weise mit weiterer Symbolik ergänzt. Dabei handelt es zum einen um die Darstellung von Flagge und/oder Wappen der Insel am linken Rand, zum anderen wird das Nationalitätskennzeichen GBG (Great Britain Guernsey) an verschiedenen Stellen dargestellt. Mittlerweile existieren auch Schilder mit blauem Eurostreifen am linken Rand. 

Mietwagen zeigen ein schwarzes H auf gelbem Grund auf oder neben dem Nummernschild. 
Die Ziffer 1 ist für das Fahrzeug des Amtmanns von Guernsey reserviert. Der Dienstwagen des Vizegouverneurs von Guernsey trägt keine Nummernschilder, für dessen Privatfahrzeuge sind die Kombinationen G1 und G2 vorgesehen.

### Alderney
| AY 1234 | oder | AY 1234 |

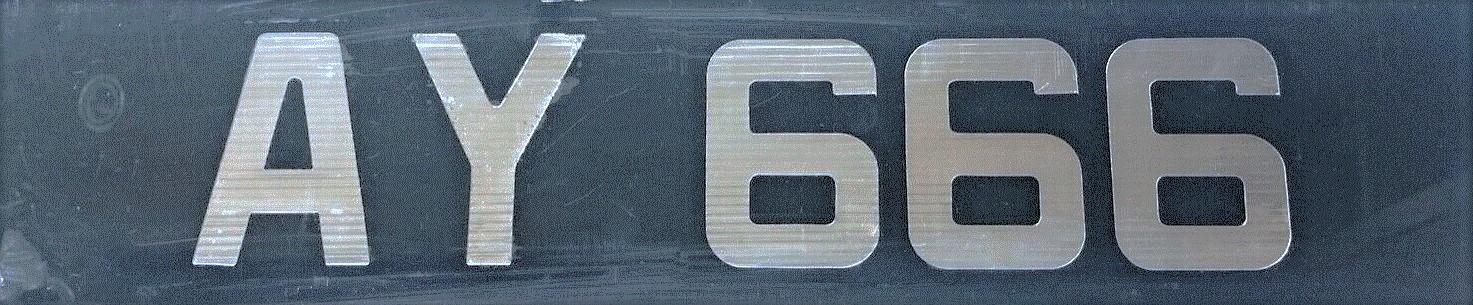
Kfz-Kennzeichen aus Alderney

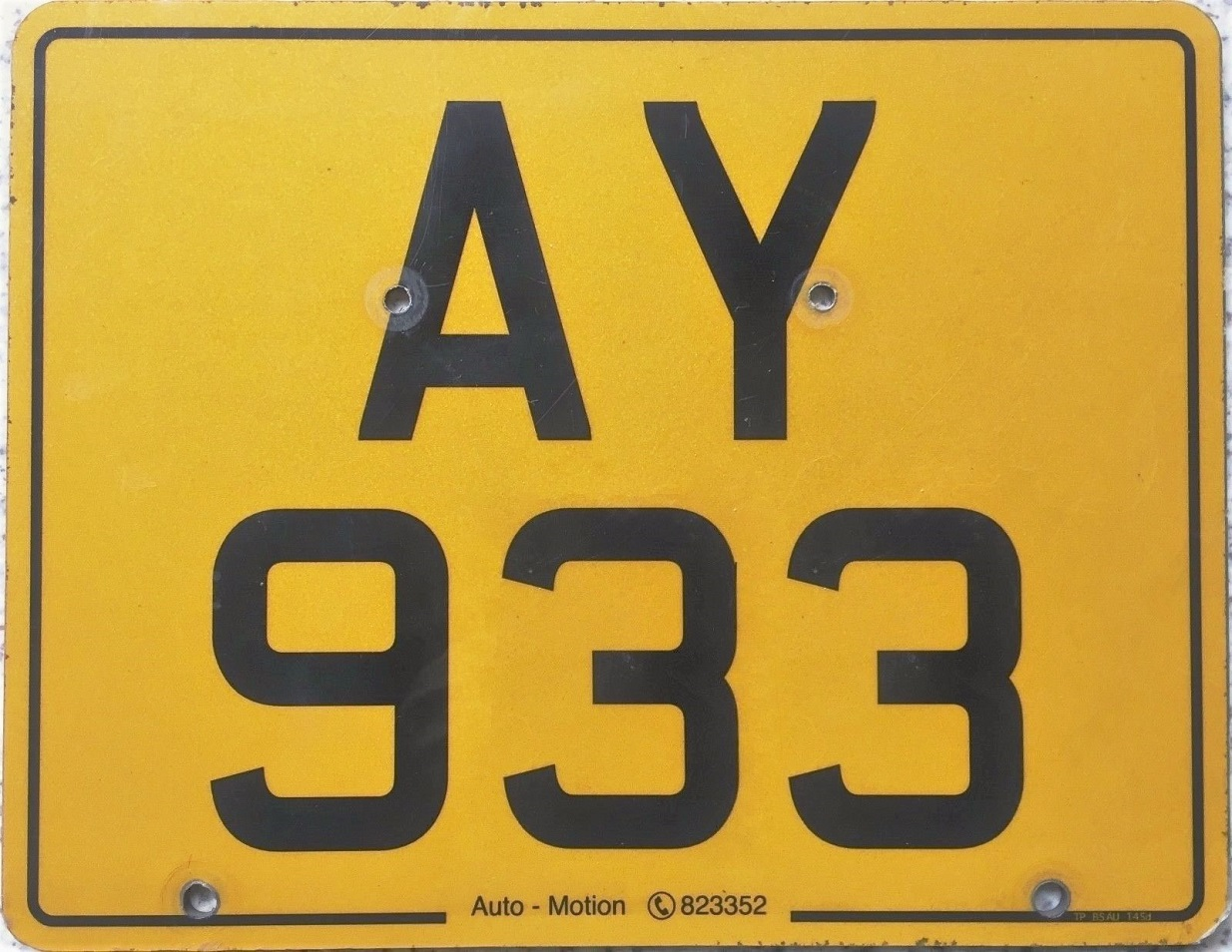
Kfz-Kennzeichen aus Alderney im Hochformat

Alderney ist zwar Teil der Vogtei Guernsey, hat aber eine weitreichende Autonomie.
Die Kennzeichen von Alderney zeigen seit 1923 die Buchstaben AY gefolgt von maximal vier Ziffern. Das Nationalitätskennzeichen lautet GBA (Great Britain Alderney). Die Schilder sind entweder schwarz mit weißen beziehungsweise silbernen Zeichen oder vorne weiß und hinten gelb mit jeweils schwarzer Aufschrift.

### Andere Inseln in Guernsey
Zur Vogtei Guernsey gehören noch die bewohnten Inseln Sark, Herm, Brecqhou und Jethou. Auf der autonom regierten Insel Sark und der ihr unterstellten Insel Brecqhou sind Pkw verboten. Herm und Jethou werden direkt von Guernsey verwaltet, aber auch auf ihnen ist Pkw-Verkehr verboten.
Demzufolge existieren dort auch keine offiziellen Nummernschilder. Die auf den Inseln verwendeten Traktoren tragen allerdings Zulassungs-Plaketten und gelegentlich auch fiktive Nummernschilder.

## Jersey
| J12345 | oder | J12345 |

Die Vogtei Jersey besteht nur aus der großen Hauptinsel Jersey und unbewohnten kleinen Nebeninseln.
Für Fahrzeuge, die nach dem 1. Januar 1976 zugelassen wurden, sind reflektierende Nummernschilder in weiß (vorn) und gelb (hinten) vorgeschrieben. Ältere Fahrzeuge tragen schwarze Kennzeichen mit weißer oder silberner Aufschrift, die bereits seit 1915 vergeben werden. Die meisten Kennzeichen beginnen mit J für Jersey, gefolgt von bis zu sechs Ziffern. Mittlerweile sind auch Schilder mit den Buchstaben JSY erhältlich. 
Einige Nummernschilder werden am linken Rand inoffiziell um weitere Symbole ergänzt. Meist handelt es sich dabei um das Wappen Jerseys auf weißem Grund und das Nationalitätskennzeichen GBJ (Great Britain Jersey).
Andere Varianten zeigen die drei Buchstaben  in einem weißen Oval. Kennzeichen von Fahrschulfahrzeugen werden um ein rotes L (engl. learner) auf weißem Grund am linken oder unteren Rand ergänzt. Fahranfänger in Probezeit müssen ihr Nummernschild auf die gleiche Weise um ein grünes P (engl. probationary) ergänzen.
Kennzeichen für Mietwagen beginnen mit einem roten H (engl. hire).

## Isle of Man
Für Fahrzeuge, die nach dem 1. Februar 1990 zugelassen wurden, sind auf der Isle of Man weiße (vorn) bzw. gelbe (hinten) Kfz-Kennzeichen vorgeschrieben. An älteren Fahrzeugen sind auch schwarze Schilder mit weißer oder silberfarbener Schrift gestattet.
Die ersten Nummernschilder wurden dem Highways Act Amendment Act von 1905 folgend am 1. Januar 1906 ausgegeben. Die Aufschrift bestand zunächst aus den Buchstaben MN und bis zu vier Ziffern. 1935 wurde die Buchstabenkombination MAN vor maximal drei Ziffern eingeführt. Ein Jahr später begann man erstmals, Serienbuchstaben vor MN (AMN, BMN etc.) zu verwenden.
1959 wurde die Reihenfolge von Buchstaben und Ziffern getauscht, sodass die Schilder nunmehr stets mit einer Zahl begannen. Wiederum wurden zunächst die Lettern MN, später MAN und schließlich 1974 erneut ein Serienbuchstabe verwendet. 1979 wurde Kombinationen nach dem Muster A-123-MAN eingeführt, vier Jahre später zusätzlich die Serie MAN-1000 bis MAN-9999 und 1985 schließlich 1000-MAN bis 9999-MAN.
Der heutige Aufbau der Schilder nach dem Muster BMN-123-C wurde 1987 eingeführt. Hierbei ist der Buchstabe lediglich ein Unterscheidungsbuchstabe und hat keine weitere Bedeutung wie das Jahressuffix bei britischen Kennzeichen. Nach BMN-999-A folgt BMN-1-B, nach BMN-999-Y folgt CMN-1-A usw. Die Buchstaben I, Q, S und Z werden nicht verwendet.
1994 wurde die Gestaltung der Kennzeichen geändert. Sie besitzen nun am linken Rand ein rotes Band mit der vereinfachten Triskele aus der Flagge der Isle of Man in Gelb sowie sechs gelben Sternen. Darunter erscheint das Nationalitätszeichen GBM (Great Britain Man). 
Die vorderen Kennzeichen besitzen schwarze Schrift auf weißem Grund (wobei dann auch das „GBM“ weiß ist), während die hinteren Kennzeichen einen gelben Grund haben (mit gelbem „GBM“). Über den Buchstaben und Ziffern erscheint der Inselname in Englisch (ísle of man) oder Manx (ellan vannin).
Daneben besteht die Möglichkeit, ein Wunschkennzeichen zu erhalten, bei dem die Kombination innerhalb der verschiedenen Kennzeichensysteme frei gewählt werden kann. Somit finden sich auch Kombinationen früherer Systeme im aktuellen Layout wieder. Die Preise für ein personalisiertes Nummernschild liegen zwischen 100 Isle-of-Man-Pfund für eine Kombination der aktuellen Serie bis zu 100.000 Isle-of-Man-Pfund für die Kombination MANX 1.
Um Doppelung mit britischen Fahrzeugen zu vermeiden, werden die Kombinationen MN und MAN im britischen System freigehalten.
Der Dienstwagen des Vizegouverneurs trägt das Nummernschild MAN 1.